# Joaquín Sabina
Joaquín Ramón Martínez Sabina (Úbeda, 12 febbraio 1949) è un musicista, cantante e poeta spagnolo, di gran popolarità nei paesi di lingua spagnola.
Molti dei suoi testi sono considerati alla stregua di veri e propri componimenti poetici ed oltre ad aver pubblicato quindici album in studio, ha dato alle stampe una decina di libri con raccolte di testi di canzoni, poesie e sonetti pubblicati anche sul settimanale spagnolo Interviú.

## Biografia

### L'infanzia e l'adolescenza
Joaquín Ramón Martínez Sabina nacque il 12 febbraio 1949 a Úbeda (Jaen), secondo figlio di Adela Sabina del Campo, casalinga, e di Gerónimo Martínez Gallego, commissario di polizia. Studia presso le monache carmelitane ed a quattordici anni iniziò a comporre poesie e testi musicali in un complesso formato con gli amici e chiamato Merry Young, che si dedicava principalmente a rivisitare pezzi rock di cantanti come Elvis Presley, Chuck Berry o Little Richard. Successivamente proseguirà gli studi presso i salesiani continuando a scrivere versi e leggendo le opere di Fray Luis de León, Jorge Manrique e José Hierro, oltre a Marcel Proust, James Joyce e Marcuse
Il giorno in cui fu promosso all'esame di quarta del bachillerato (equivalente più o meno a quello della Scuola media Superiore in Italia) suo padre decise di ricompensarlo con un orologio da polso che Joaquín rifiutò, chiedendo, e ricevendo, una chitarra al suo posto. Al contrario, suo fratello maggiore accettò l'orologio e, secondo Sabina, questo piccolo dettaglio farà in modo che i destini dei due comincino a dividersi: suo fratello finirà col diventare un poliziotto come il padre, mentre Joaquín diverrà un cantante.

### L'esilio a Londra
Nel 1968 Joaquín si trasferì a Granada per iscriversi alla Facoltà di Lettere e Filosofia ed iniziare i propri studi di Filologia romanza; lì scoprirà l'opera poetica di César Vallejo e Pablo Neruda.
Ideologicamente fu sostenitore delle idee di sinistra aderendo a movimenti in opposizione al regime franchista. In quello stesso anno, quando in Spagna fu proclamato dal regime lo stato di emergenza, suo padre – in quanto commissario di Úbeda – ricevette l'ordine di arrestare il figlio, reo di essere membro del Partito Comunista di Spagna. A partire dal 1970 iniziò a collaborare con la rivista Poesia 70, assieme ad altri intellettuali della musica spagnola come Luis Eduardo Aute o Carlos Cano. Nello stesso anno lanciò una Bomba Molotov contro la sede granadina del Banco di Bilbao, come forma di protesta verso il cosiddetto Processo di Burgos, il che lo costrinse a dover fuggire in esilio; ciononostante non gli fu facile espatriare in quanto privo di passaporto, ma avrà la fortuna di conoscere un uomo – tale Mariano Zugasti – che, dopo appena un'ora di conversazione col giovane Joaquín (e grazie alla necessaria dose di alcol in corpo), gli cederà il proprio passaporto. Con un nome falso ed accompagnato dalla convivente Lesley, Joaquín fece rotta verso Parigi, dove si fermerà qualche mese, per poi dirigersi a Londra dove visse il primo anno come squatter.
Al fine di evitare il rimpatrio in Spagna, Joaquín cerco di sensibilizzare l'opinione pubblica a proprio favore e, grazie alla compagna Lesley, riuscì ad ottenere un'intervista; il Daily Mirror pubblicherà così un articolo dove, esagerando la situazione reale, ra far sì che le autorità britanniche concedano a Sabina l'asilo politico per un anno. Quindi Joaquín si trasferirà con Lesley ad Edimburgo, ma dopo quattro mesi lascerà la ragazza per tornare a Londra.
A Londra scrive le prime canzoni, collabora col Club Antonio Machado, ritrovo di altri emigranti ed esiliati, ed organizza un cineforum dove si proiettano le pellicole di Luis Buñuel, proibite dal regime franchista; inoltre costituisce una piccola compagnia teatrale chiamata Juan Panadero, che porterà in scena opere polemiche come L'eccezione e la regola di Bertolt Brecht. Frattanto si guadagnava da vivere cantando nella metropolitana, nei ristoranti o nelle caffetterie; ad una di queste esperienze è legato l'aneddoto più noto della sua permanenza a Londra: nel 1974 Sabina si esibì alla presenza di George Harrison, che celebrava il proprio compleanno in un bar chiamato "Mexicano-Taverna"; l'ex-beatle gli diede una mancia di cinque sterline. In alcune interviste Sabina ha affermato di conservare ancora gelosamente quella banconota, ma in altre occasioni ha smentito dicendo invece d'essersela "bevuta" quella stessa notte.
Nel 1976 Sabina pubblica 1 000 copie di un libello di canzoni intitolato "Memorie dell'Esilio" che provvede a distribuire personalmente nei pressi di Portobello; inoltre comincia ad organizzare concerti per la comunità di esiliati spagnoli in Inghilterra insieme ad altri artisti suoi connazionali, come Paco Ibáñez, Lluís Llach, Francesc Pi de la Serra o Elisa Serna. Le canzoni di questo periodo formeranno la base del suo primo disco, "Inventario".

### Il rientro in Spagna e i primi dischi
Con la morte di Franco e l'inizio del periodo di transizione democratica, Sabina riuscì a rientrare in Spagna nel 1977 con un passaporto legale fornitogli da Fernando Morán console spagnolo a Londra e membro del Partito Socialista Popolare (poi PSOE). Il 18 febbraio di quello stesso anno si sposò con Lucía Inés Correa Martínez, un'argentina conosciuta a Londra;in realtà il matrimonio ebbe luogo coll'unico proposito di ottenere il pase de pernocta (una licenza speciale che permetteva ai soldati di pernottare in casa propria) durante il servizio militare che si vide costretto a prestare presso una caserma di Maiorca una volta rientrato in Spagna; questo gli permise anche di lavorare presso il giornale locale Última hora.
Nel 1978 si trasferì con sua moglie a Madrid dove riuscì a pubblicare il suo primo LP, Inventario. Il direttore della casa discografica CBS, Tomás Muñoz, gli aveva offerto il suo primo contratto discografico grazie al tema della canzone "¡Qué demasiao!", al tempo interpretata dal cantante "Pulgarcito" e trasmessa nel programma della televisione pubblica spagnola "Popgrama". In questo modo Joaquín cominciò ad esibirsi nel circuito dei bar madrileni e dei convegli elettorali dei principali partiti e sindacati di sinistra spagnoli (PSP, PCE, PSOE e UGT) così come negli eventi del sindacato anarchico CNT, lavorando anche come giornalista. L'anno successivo cominciò a cantare insieme a Javier Krahe e Alberto Pérez nello scantinato del Caffè La Mandrágora di Madrid; proprio in questo locale venne notato dal giornalista Fernando García Tola che lo inviterà al programma televisivo Esta noche, condotto da Carmen Maura.
Dopo il disco di esordio Sabina rifiuta l'etichetta di cantautore dato che, come lui stesso afferma, il termine "poeta" gli calza come un vestito troppo largo. Nel 1980 pubblica il suo secondo album Malas Compañías, che contiene già molte tracce che diverranno classici del repertorio di Sabina, come "Calle Melancolía", "¡Qué Demasiao!" e, in particolare, "Pongamos que Hablo de Madrid", considerato da molti come una specie di inno ufficioso della città e che, nella sua prima versione cantata da Antonio Flores, raggiunse il numero 1 della classifica de Los 40 Principales. Nel 1981 esce La Mandrágora, disco registrato dal vivo insieme a Krahe e Pérez e nel quale provano a ricreare la particolare atmosfera delle loro esibizioni presso l'omonimo locale e che riprende anche tematiche controverse. Joaquín alterna le sue esibizione pubbliche con la traduzione di canzoni italiane per la CBS (a quel tempo molti brani spagnoli non erano altro che reinterpretazioni tradotte di successi italiani, un po' come avvenne in Italia negli anni sessanta coi pezzi in inglese) e la composizione per altri artisti come Miguel Ríos e Ana Belén. Comincia la collaborazione artistica con quello che sarà il suo primo gruppo, Ramillete de Virtudes, ed arricchisce il proprio repertorio con nuove opere sempre più ritmate ed orientate verso il rock, come "Pisa el acelerador" e "Juana la Loca", canzoni che poco dopo faranno parte del suo terzo LP (senza contare La Mandrágora) Ruleta Rusa, pubblicato nel 1983 e contenente altre canzoni poi diventata suoi classici, come "Caballo de Cartón" o "Eh, Sabina". Nel 1984 scrive per il quotidiano Diario 16 un articolo di benvenuto per Bob Dylan. Poco dopo Sabina e Krahe decidono di separarsi artisticamente.
Nel 1985 Sabina abbandonò la CBS per passare all'Ariola in cambio di maggior libertà artistica ed una miglior retribuzione; in quello stesso anno comincia a collaborare con il gruppo dei Viceversa col quale nel 1985 farà uscire l'album Juez y Parte; canzoni rappresentative di questo lavoro sono "Güisqui Sin Soda (sexo sin boda)", "Cuando era Más Joven", "Incompatibilidad de Caracteres" e soprattutto il grande successo "Princesa". Un anno più tardi arriverà il disco dal vivo Joaquín Sabina y Viceversa en Directo, registrato al Teatro Salamanca di Madrid e che annovera anche numerosi ospiti. Il disco è un successo di vendite e spalanca le porte al grande pubblico, inoltre nel marzo dello stesso anno viene dato alle stampe De lo cantado y sus márgenes, un insieme di testi che riuniscono gran parte del contenuto di Memorias del exilio e le canzoni del disco Inventario

### La maturazione artistica e il successo di pubblico

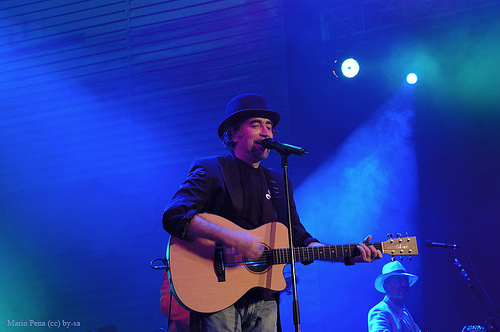
Joaquín Sabina durante un concerto indossando l'immancabile bombetta.

Negli anni successivi Joquín Sabina comincerà ad avere sempre più successo. Nel 1987 pubblica Hotel, Dulce Hotel che venderà più di 400 000 copie ottenendo un successo imprevisto; il disco contiene diverse canzoni divenute oramai classici del repertorio, come "Así estoy yo sin ti", "Que se llama Soledad" o "Pacto entre caballeros". Cavalcando l'onda di questa nuova fama l'ormai ex casa discografica CBS decise di pubblicare una raccolta di brani senza consenso del cantautore, intitolata Joaquín Sabina y todos sus éxitos.
Sabina smetterà di esibirsi coi Viceversa per cominciare a collaborare con Victor Claudín e Pedro Sauquillo nella direzione della sala da concerti Elígeme di Madrid, situata nel famoso quartiere alternativo di Malasaña. Nel 1988 pubblica El Hombre del Traje Gris che qualche mese più tardi presenterà nell'arena de Las Ventas di Madrid, la plaza de toros più importante di tutta la Spagna, e che darà principio ad una tournée che includerà anche Messico, Argentina e Venezuela. Il disco contiene la canzone "¿Quién me ha robado el mes de abril?" che insieme ad altre farà parte della colonna sonora del film Sinatra di Francesc Betriu, curata proprio da Sabina (il quale interpreterà anche un personaggio secondario); oltre a questo, cura anche la produzione di un disco de Los Chichos, gruppo gitano di rumba flamenca. Più avanti otterrà il divorzio dalla moglie Lucía.
Nel 1989 fonda insieme a Pancho Varona, chitarrista spagnolo con cui ha collaborato in quasi tutti i suoi precedenti lavoro, la casa editrice Ripio presso la quale comincia a registrare le proprie canzoni; il 16 gennaio di quello stesso anno Joaquín diviene padre di Carmela Juliana, sua prima figlia avuta insieme a Isabel Oliart. A fine anno la CBS decide di pubblicare nuovamente una raccolta di canzoni senza il consenso dell'artista così nel 1990 uscirà Mucho Sabina.
Con l'inizio degli anni novanta inizierà una stagione di ulteriore successo per Sabina caratterizzata dall'uscita di quelli che sono considerati tra i suoi dischi migliori: nel 1990 pubblica Mentiras Piadosas, un disco dalle sonorità più varie e che contiene, oltre al brano omonimo, successi come "Corre, dijo la tortuga", "Medias negras", "Eclipse de mar" ripresi più volte durante i concerti. Nel 1992 esce Física y Química, del quale saranno vendute più di un milione di copie e che è considerato uno dei suoi lavori meglio riusciti: canzoni come "Y nos dieron las diez", "Amor se llama el juego" e "A la orilla de la chimenea" sono tra le più amate, contiene inoltre la collaborazione di Andrés Calamaro (noto cantautore rock argentino) nel brano "Pastillas para no soñar"; la promozione del disco lo porterà nuovamente in Sudamerica per una tournée di 188 concerti. Il 26 luglio del 1992 nasce Rocío, seconda figlia avuta con Isabel Oliart, ma allo stesso tempo comincia una relazione con la modella Cristina Zubillaga.
Nel 1993, anno delle elezioni generali, appoggia apertamente la Sinistra Unita. Nel 1994 partecipa, insieme ad altri artisti, alle manifestazioni di protesta per la chiusura del Teatro Alfil di Madrid, collabora alla tournée di Ana Belén e Víctor Manuel contribuendo a quello che sarà il loro disco più famoso Mucho más que dos. Ma il '94 è anche l'anno del disco Esta boca es mía, contenente "Por el boulevar de los sueños rotos", "Incluso en estos tiempos", "Ruido". Nel 1995 collabora al programma televisivo "Hermida y compañía" di Jesús Hermida, decano dei giornalisti televisivi spagnoli.
Nel 1996 pubblica Yo, mi, me, contigo, un nuovo successo, come le canzoni "Y sin embargo" (che lo stesso Joaquín afferma essere la propria canzone d'amore preferita), "Contigo", "Aves de paso", "Tan joven y tan viejo" e "Seis de la mañana"; al disco segue una nuova tournée in Spagna e in Sudamerica (Perù, Messico, Cile, Argentina e Uruguay), questa volta in compagnia de Los Rodríguez, il gruppo ispano-argentino di cui fa parte anche Andrés Calamaro. Nella sua prima settimana il disco resterà al numero uno della classifica spagnolo vendendo 80 000 copie.
Nel 1997 è ricevuto da Fidel Castro col quale avrà un incontro di cinque ore. Inizia inoltre una collaborazione col compositore argentino Fito Páez che ammira le qualità poetiche di Sabina; da questo progetto nascerà il disco Enemigos íntimos, pubblicato nel 1998 e la cui tournée promozionale è sospesa per divergenze tra i due artisti cancellando oltre settanta concerti in tutto il mondo; i motivi che determinarono la fine di questa collaborazione artistica sono riassunti in una lettera scritta da Sabina a Páez sotto forma di poesia. Joaquín continuerà comunque a promuovere il disco ottenendo un enorme successo; in questa serie di concerti, chiamata Sabina, viuda e hijos en paños menores, si farà accompagnare dai musicisti Pancho Varona (chitarra), Antonio García de Diego (chitarra e tastiere) e Olga Román (cori, percussioni e chitarra). Dopo essersi lasciato con Cristina Zubillaga comincia una relazione con la ventitreenne argentina Paula Seminara, relazione che durerà circa un anno e mezzo.
Nel 1999 pubblica 19 días y 500 noches, disco che vende oltre le 500 000 copie in Spagna e che l'anno successivo lo porterà a vincere quattro premi della SGAE (corrispettivo spagnolo della SIAE italiana) e il Premio Ondas per la migliore canzone. Si tratta di un'opera dalle dimensioni maggiori rispetto agli altri lavori di Sabina ed inizialmente sarebbe dovuto uscire come un doppio CD, ma la casa discografica lo sconsigliò, decidendo tagliare alcuni brani; nel disco si trovano molti capolavori del cantautore: lo stesso Sabina considera "Una canción para la Magdalena" e "Noches de boda" due delle sue canzoni preferite. Nel dicembre del '99 partecipa al secondo concerto benefico organizzato da Los 40 Principales, Principales Solidarios, insieme a altri noti gruppi spagnoli. Comincia la sua relazione sentimentale con la fotografa peruviana Jimena Coronado.

### Problemi di salute

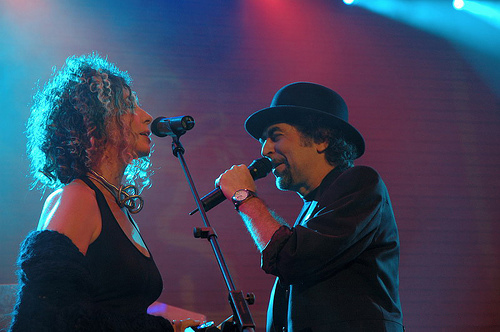
Joaquín Sabina e Olga Román durante un concerto.

Come già accennato, nel 2000 Sabina è il trionfatore della 4ª edizione dei "Premios de la Música", una manifestazione annuale in cui sono gli stessi artisti insieme a numeroso professionisti della musica a votare i vincitori; Joaquín Sabina si aggiudicherà i premi delle categorie Miglior autore pop, Miglior artista pop, Miglior disco dell'anno e Miglior canzone dell'anno col brano "19 días y 500 noches" e il disco omonimo. Comincerà inoltre la nuova tournée acustica Nos sobran los motivos, naturale evoluzione della precedente En paños menores, mantenendo con sé la stessa formazione di artisti; a settembre, dopo aver toccato quasi ogni provincia della Spagna, conclude la tournée "elettrica" 19 días y 500 noches. Il 6 novembre riceve il Premio Ondas per la migliore canzone, ovviamente con "19 días y 500 noches".
Nel 2001 esce il doppio disco Nos sobran los motivos, frutto delle registrazioni nel corso delle due tournée; difatti l'album è diviso nel Disco 1 "Acústico" e il Disco 2 "Eléctrico" di una decina di pezzi l'uno. Nella mattina del 24 agosto 2001 è colpito da un lieve ictus, il quale fortunatamente avrà conseguenze molto meno gravi del previsto; sebbene già dopo poche settimane si riprenderà del tutto senza patire conseguenze fisiche, l'incidente influenzerà molto il pensiero e conseguentemente l'opera dell'autore: inizialmente riprende a suonare, a fare concerti ancora più euforico di prima, ma successivamente cadrà in una profonda depressione con conseguente abulia che non lo terrà a letto senza voglia di incontrare nessuno, di leggere o guardare la televisione. Trovandosi a riconsiderare il proprio stile di vita sinora in linea col motto "Sesso, droga e rock and roll" ed in particolar modo il suo rapporto con le droghe decide di smettere di consumare cocaina; anni più tardi dichiarerà di vivere molto meglio senza, di riuscire finalmente a dormire e che non gli fu affatto difficile smettere dato che non soffrì di crisi d'astinenza; molto più difficile fu invece rinunciare per otto mesi al fumo, confesserà esser stati "gli otto mesi più lunghi della mia vita" alla fine dei quali è tornato a fumare dieci sigarette al giorno, come d'abitudine. Dopo essersi dedicato principalmente alla produzione letteraria, soprattutto di sonetti, che lo aiutò ad uscire dalla propria depressione, il primo lavoro musicale sarà la collaborazione con l'amica María Jiménez, nota stella della rumba flamenca, la quale dopo più di cinque anni d'inattività tornerà sulla scena con un disco di omaggio in cui reinterpreta in chiave flamenca canzoni di Sabina: Donde más duele (2002) nella quale Joaquín canta con lei il brano "Con dos camas vacías".
Nel 2002, anno in cui poserà completamente nudo per la rivista settimanale de El País, pubblica il libro Con buena letra, raccolta di tutti i suoi scritti, canzoni pubblicate ed inedite, poesie ed illustrazioni. Nello stesso anno esce il disco Dímelo en la calle, considerato uno degli album più importanti dell'anno e che venderà oltre 200 000 copie: ancora una volta produce grandi successi, come "69.G", "La canción más hermosa del mundo", "Peces de ciudad", "Lágrimas de plástico azul", inoltre il brano "Como un dolor de muelas", i cui primi versi sono stati scritti dal subcomandante Marcos, portavoce dell'Esercito Zapatista (EZLN) del Chiapas; altro brano notevole è "Semos diferentes", incluso nella colonna sonora del film comico Torrente 2: Misión en Marbella diretto ed interpretato dal madrileno Santiago Segura che nella canzone duetta con Sabina; la canzone ottiene la candidatura al Premio Goya 2002 come "Migliore Canzone Originale".. Sabina sospende la tournée promozionale del disco per un problema alle corde vocali, in realtà confesserà in seguito di averlo fatto a causa della depressione.
In questo periodo, sebbene a causa della depressione riduca di molto la sua attività musicale, si dedica principalmente alla scrittura di poesie. Nell'aprile del 2003 pubblica un nuovo disco doppio, Diario de un peatón: si tratta di una riedizione di Dímelo en la calle affiancata da un secondo CD contenente alcuni pezzi inediti, lati B ed altre rarità, nonché un libro con testi, poesie ed illustrazioni, parte estratti dal precedente Con buena letra. Nell'ottobre dello stesso anno esce Entre todas las mujeres (voces de mujer cantan a Joaquín Sabina), un disco di omaggio e sostegno al cantautore, cantato da tredici artiste spagnole e ispanoamericane che reinterpretano le canzoni di Sabina; tra le cantanti contiamo Rosario Flores, Ana Belén, Chavela Vargas, María Jiménez, Olga Román e Julieta Venegas. Nonostante il periodo ancora difficile che sta attraversando compone ed interpreta "Motivos de un sentimiento", l'inno per il centenario della squadra di calcio dell'Atlético Madrid di cui si è sempre dichiarato fedele sostenitore; la canzone esce in tre versioni: una strumentale, una in stile stile bandistico ed una decisamente rock and roll, quest'ultima interpretata oltre che da lui da altri cantanti-fan come Rosendo Mercado, Lichis (Miguel Ángel Hernando) dei La Cabra Mecánica), Josele Santiago e l'ex portiere Germán Burgos.
Nel 2004 partecipa al progetto per un disco in omaggio al centenario del poeta Pablo Neruda dal titolo Neruda en el corazón; Joaquín musicherà la poesia Farewell intitolando il pezzo Amo el amor de los marineros. Nello stesso anno compone La rubia de la cuarta fila per la colonna sonora della commedia spagnola Isi/Disi. Amor a lo bestia, interpretata anche questa da Santiago Segura e con la quale ottiene nuovamente la candidatura al Premio Goya 2005 come "Migliore Canzone Originale".

### Attività recenti
Nel 2005 il sindaco di Madrid, Alberto Ruiz-Gallardón, offre a Sabina il ruolo di precone durante l'importante festa di San Isidoro Agricola, patrono della città; il ruolo consiste nel pronunciare un discorso d'encomio che dia inizio alle celebrazioni: Sabina accetta componendo un panegirico in versi che sarà molto apprezzato dagli astanti. Nello stesso anno pubblica il disco Alivio de luto, titolo che indica proprio un principio di superamento del periodo di depressione (l'alivio de luto è nella cultura spagnola tradizionale il momento in cui, una volta trascorso il periodo di lutto stretto, si passa ad una manifestazione del cordoglio meno rigoroso); pubblica inoltre Con buena letra 2, ulteriore raccolta di testi di canzone scritte per il cinema la televisione o per altri cantanti.
Dopo tre anni d'inattività ritorna in scena con la Gira Ultramarina, una tournée in formato acustico portata in ambienti più intimi e teatri, insieme ai musicisti che già prima l'avevano accompagnato: Pancho Varona, Olga Román, Antonio García de Diego y Pedro Barceló. Uno di questi concerti, per la precisione a Gijón, venne sospeso a causa di una laringite acuta, il che dà adito a stampa e pubblico di rimettere in dubbio lo stato di salute del cantante.
Nel 2006, al termine della Gira Ultramarina, dà inizio ad una nuova serie di concerti col nome di Carretera y top manta; in Spagna col termine "Top Manta" ci si riferisce all'attività di venditore abusivo di CD, DVD e giochi pirata che stende la propria mercanzia su di un lenzuolo (manta in spagnolo); proprio questo riferimento alla pirateria musicale fece sorgere un confronto a distanza dai toni piuttosto aspri tra Sabina e Ramoncín, ex cantante punk durante il periodo della movida madrileña ed al momento membro del direttivo della SGAE: quest'ultimo affermò che un simile nome era "ripugnante" ed "offensivo", per contro Sabina rispose che "i dischi di Ramoncín non si vendono né nei top manta né altrove". La tournée venne progettata all'opposto della precedente: non più in acustico e tenuta in ambienti più grandi, cominciando proprio da Gijón come risarcimento per quello che Sabina stesso definì come la sua prima "cilecca", la tournée dopo aver girato quasi tutta la Spagna si concluse a fine anno in Sud America.

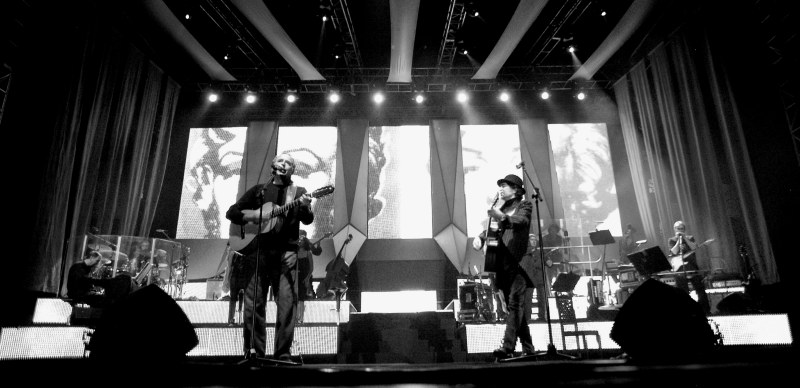
Joaquín Sabina e Joan Manuel Serrat in concerto a Quito (Ecuador) durante la tournée Dos pájaros de un tiro.

Quello stesso anno esce un nuovo libro di interviste con Sabina, intitolato Sabina en carne viva. Yo también sé jugarme la boca ad opera di Javier Menéndez Flores che già aveva scritto il precedente Perdonen la tristeza del 2000; il nuovo libro ebbe un notevole successo sebbene rimase momentaneamente bloccato a causa di una lotta per i diritti tra le case editrici Ediciones B e Random House-Mondadori. Nello stesso periodo ha inizio la collaborazione tra il cantautore e la nota rivista spagnola Interviú che gli concede la terza pagina per pubblicare i propri sonetti.
Nell'ottobre del 2006 riceve per mano di re Juan Carlos la Medaglia d'Oro al Merito per le Belle Arti. Un mese più tardi uscirà una nuova antologia intitolata Punto... y seguido, pubblicata come un doppio cofanetto (18 CD e 2 DVD) che include tutti i suoi dischi, comprese collaborazioni, registrazioni dal vivo e rarità.
Nel 2007 comincia una nuova tournée insieme a Joan Manuel Serrat chiamata Dos pájaros de un tiro, che a partire dal 29 giugno lo porterà a toccare trenta città spagnole e venti americane, interpretando l'uno il repertorio dell'altro; questa collaborazione artistica porterà a pubblicare un disco ed un DVD omonimi registrati dal vivo durante i concerti tenutisi a Madrid.
Nello stesso anno Sabina compone la colonna sonora del film Un mundo para Julius, basata sul romanzo omonimo dello scrittore peruviano Alfredo Bryce Echenique, che sarà però cantata da Ana Belén e Luz Casal.. Quasi contemporaneamente usciranno Esta boca sigue siendo mía, ulteriore raccolta dei sonetti pubblicati da Interviú, e A vuelta de correo, un epistolario che raccoglie la corrispondenza tenuta dal cantautore con alcune personalità internazionali tra le quali il Subcomandante Marcos e Fito Páez.
Nel 2008, il regista di documentari olandese Ramon Gieling ha iniziato a dirigere un film/documentario sopra la vita di Joaquín Sabina, intitolato "19 días y 500 noches" e che tratterà principalmente del periodo di depressione, sofferto alcuni anni prima. Nello stesso anno avviene la riconciliazione con Fito Páez; quest'ultimo, a sorpresa, invita Sabina al proprio concerto di Madrid ed insieme registrano una versione di "Contigo" che verrà poi inclusa nel CD dal vivo di Páez No sé si es Baires o Madrid, nonché nel DVD che accompagna il disco. Il 5 marzo 2009 viene annunciata la Concessione della Medaglia d'Oro della Città di Madrid a Joaquín Sabina (insieme al calciatore Raúl, al torero José Tomás e alla pianista Paloma O'Shea); questo premio viene concesso annualmente come riconoscimento a personaggi pubblici che col proprio lavoro hanno contribuito a dare una buona immagine della Città e gli sarà consegnato il 15 maggio dello stesso anno
Il 17 novembre 2009 esce il suo quindicesimo disco in studio, intitolato Vinagre y Rosas, in cui molte canzoni sono scritte in collaborazione con lo scrittore madrileno Benjamín Prado; il primo singolo estratto è "Tiramisú de limón", cantato e prodotto insieme al gruppo dei Pereza. Il 20 dello stesso mese comincia il tour di presentazione dell'album che, secondo quanto affermato dallo stesso Sabina, potrebbe essere l'ultima che farà per il grande pubblico.

## Discografia
- Inventario (1978)
- Malas compañías (1980)
- La mandrágora (1981), dal vivo con Javier Krahe e Alberto Pérez
- Ruleta rusa (1984)
- Juez y parte (1985), con Viceversa.
- Joaquín Sabina y Viceversa en directo (1986), dal vivo con Viceversa e altri ospiti
- Hotel, dulce hotel (1987)
- El hombre del traje gris (1988)
- Mentiras piadosas (1990)
- Física y química (1992)
- Esta boca es mía (1994)
- Yo, mi, me, contigo (1996)
- Enemigos Íntimos (1998), con Fito Páez
- 19 días y 500 noches (1999)
- Nos Sobran los Motivos (2000), dal vivo con Olga Román e altri artisti
- Dímelo en la calle (2002)
- Diario de un Peatón (2003), riedizione di Dímelo en la Calle con un CD extra di canzoni inedite
- Todos Hablan de Ti (2004), raccolta di canzoni da Malas Compañías e Ruleta Rusa
- Alivio de Luto (2005)
- Punto... y Seguido (2006), doppio cofanetto con la discografia completa, due CD di inediti e collaborazioni e due DVD
- Dos Pájaros de un Tiro (2007), dal vivo con Joan Manuel Serrat
- Vinagre y rosas (2009)
- La orquesta del Titanic (2012)
- Lo niego todo (2017)

## Opere letterarie
- Memorias del exilio (1976), libello di canzoni pubblicate durante l'esilio a Londra
- De lo cantado y sus márgenes (1986), poesie basate sui testi del disco Inventario
- El hombre del traje gris (1989), partiture
- Perdonen la tristeza (2000), insieme a Javier Menéndez Flores
- Ciento volando de catorce (2001), raccolta di sonetti
- Con buena letra (2002), raccolta di testi di canzoni
- Esta boca es mía (2005), raccolta dei poemi satirici pubblicati dalla rivista Interviú
- Con buena letra 2 (2005), raccolta di testi di canzoni
- Sabina en carne viva. Yo también sé jugarme la boca (2006), insieme a Javier Menéndez Flores
- Esta boca sigue siendo mía (2007), raccolta dei poemi satirici pubblicati dalla rivista Interviú
- A vuelta de correo (2007), epistolario che raccoglie la corrispondenza tra Sabina ed alcune personalità internazionali tra le quali il Subcomandante Marcos e Fito Páez.